# Port of Houston
Port of Houston – port w Stanach Zjednoczonych w stanie Teksas nad Zatoką Galveston (część Zat. Meksykańskiej) oraz szlakami wodnymi: Houston Ship Channel (główny kanał portowy) oraz Intracostal Waterway.
Port ma strategiczne położenie w środkowej części amerykańskiego wybrzeża Zatoki Meksykańskiej co pozwala na dogodne transportowanie towarów z lub do zachodnich i środkowo-zachodnich stanów USA. Port połączony jest z wnętrzem kontynentu (Stany Zjednoczone, Kanada, Meksyk) systemem autostrad, linii kolejowych, sieci kanałów oraz portów lotniczych. 
Port of Houston jest ważnym elementem gospodarki liczącego kilka milionów ludności obszaru zurbanizowanego z centrum w Houston. Szacuje się, że port generuje w różnym stopniu i formie ok. 290 tys. miejsc pracy w Teksasie oraz  714 tys. w całych Stanach. Na obszarze w promieniu 300 mil (ok. 483 km) od portu mieszka ok. 17 mln potencjalnych konsumentów. Na terenie portu znajduje się wart 15 miliardów dolarów, największy w Stanach Zjednoczonych oraz drugi na świecie kompleks zakładów petrochemicznych. 
W 2004 roku port obsłużył ponad 6500 statków. Całkowity eksport towarów z portu w 2004 roku wyniósł 42,6 mln t amer. Eksportuje się głównie ropę naftową i produkty pochodne (18,7 mln t amer., 2004 rok) oraz chemikalia organiczne (9,7 mln t amer., 2004 rok). Największymi odbiorcami towarów są: Meksyk, Włochy, Brazylia, Belgia, Korea Południowa czy Holandia. Całkowity import towarów w 2004 roku wyniósł 97,8 mln t amer. Importuje się głównie ropę naftowa i produkty pochodne (76,4 mln t amer., 2004 rok) oraz żelazo i stal (5,8 mln t amer., 2004 rok) przede wszystkim z Meksyku, Wenezueli, Arabii Saudyjskiej, Iraku, Algierii.